# 코크니

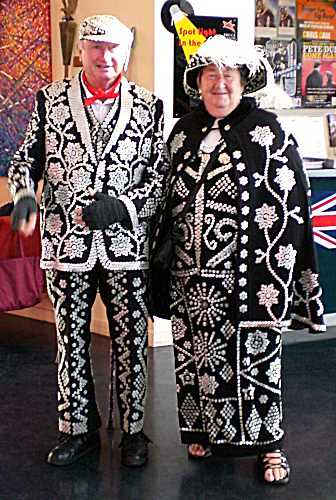

코크니(영어: Cockney)는 런던의 노동자 계급들이 사용한 영어의 일종이다.